# Francisco García Rus
Francisco "Fran" García Rus, nacido el 25 de abril de 1992 en Caravaca de la Cruz (Murcia), es un ciclista español, miembro del equipo élite Aluminios Cortizo. Debutó como profesional en 2019 tras haber conseguido grandes resultados en el campo amateur, como lo demuestran sus victorias de etapa en la Vuelta a Galicia, Vuelta a Zamora, Vuelta a Lérida, Vuelta a León, Vuelta a Navarra, y Vuelta a Castellón. Además de las victorias en el Memorial Pascual Momparler, en el Gran Premio Macario y en el Trofeo Ayuntamiento de Zamora.

## Palmarés
Aun no ha conseguido ninguna victoria como profesional